# A Tribute to Cannonball
A Tribute to Cannonball is een studio-album van jazzpianist Bud Powell en tenorsaxofonist Don Byas, in maart 1979 uitgekomen op Columbia. De plaat werd op 15 december 1961 opgenomen in Studio Charlot in Parijs, met Pierre Michelot (bas) en Kenny Clarke (drums). Trompettist Idrees Sulieman speelde mee op vier nummers. De sessie werd geproduceerd door Cannonball Adderley, die dat twee dagen opnieuw deed voor opnames die zijn uitgekomen op het album A Portrait of Thelonious.
Het album verscheen in Nederland op CBS (CBS 83483). De plaat kwam in 1997 ('digitally remastered') uit op cd, inclusief een nieuw ontdekte take van 'Cherokee', met Cannonball Adderley op de altsaxofoon.

## Ontvangst
Scott Yanow van Allmusic.com zegt dat de titel van de plaat wat misleidend, omdat er geen sprake is van een 'tribute'-album. Hij meent dat de musici in uitstekende vorm waren en waardeert het album met vier (van vijf mogelijke) sterren.
Volgens Bill Shoemaker tonen deze plaat en de andere twee albums die hij in december 1961 opnam, dat zijn verblijf in Europa Powell goed deed:
...the date is a fascinating study of how Powell highlights the pre-echos of bop in Byas' style, and how the tenorist buttresses Powell's roots in the music of the '30s.
Volgen hem is de versie van 'I Remember Clifford' 'one of the most sanctified takes on the classic ever recorded'.

## 'I Remember Clifford'
Het album wordt genoemd in de roman 'The Archivist: A Novel' van Martha Cooley. De hoofdpersoon vertelt over de dood van trompettist Clifford Brown, die omkwam bij een auto-ongeluk, samen met zijn medepassagiers Richie Powell (de broer van Bud Powell) en Richie's vrouw Nancy. Hij stelt zich vervolgens de studio-sessie van Bud Powell's album voor, als Powell en Byas 'I Remember Clifford' spelen.

## Tracks
1. "Just One of Those Things" (Cole Porter) – 5:08
2. "Jackie My Little Cat" (Pierre Michelot) – 4:48
3. "Cherokee" (Ray Noble) – 6:18
4. "I Remember Clifford" (Benny Golson) – 6:15
5. "Good Bait" (Tadd Dameron, Count Basie) – 6:30
6. "Jeannine" (Duke Pearson) – 5:59
7. "All the Things You Are" (Jerome Kern, Oscar Hammerstein II) – 7:24
8. "Myth" (Michelot) – 5:32
9. "Jackie My Little Cat" (alternatieve versie) (Michelot) – 5:14
10. "Cherokee" [niet eerder uitgegeven versie], incompleet (Noble) – 7:51 (niet op de oorspronkelijke lp)

## Bezetting
- Idrees Sulieman – trompet (tracks 5-8)
- Cannonball Adderley – altsaxofoon (track 10)
- Don Byas – tenorsaxofoon
- Bud Powell – piano
- Pierre Michelot – bas
- Kenny Clarke – drums

### Productie
- Cannonball Adderley – producer
- Howard Fritzson – artdirector
- Gary Giddins – hoestekst (lp)
- Orrin Keepnews – hoestekst cd, producer uitgave op cd
- Jean-Pierre Leloir – fotografie
- Fred Scaboda – hoesontwerp
- Mark Wilder – remastering